# Wanken

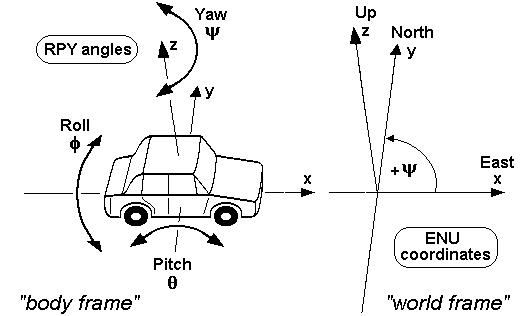
RPY-Winkel von Autos und anderen Landfahrzeugen (englisch roll, pitch, yaw. deutsch Wank-, Nick- oder Gierwinkel)

Wanken oder Rollen  ist die fachsprachliche Bezeichnung für die Drehbewegung eines Landfahrzeugs um die Längsachse eines  fahrzeugfesten Koordinatensystems als Folge von Bodenunebenheiten oder bei Kurvenfahrt.
Bei Wasser- und Luftfahrzeugen wird diese Bewegung vorwiegend als Rollen  bezeichnet. Umgangssprachlich wird der Begriff zum Beispiel auch im Sinne von „sich schwankend bewegen“ verwendet.
Bei Kurvenfahrt beispielsweise neigen sich Land- und Wasserfahrzeuge aufgrund der Fliehkraft gewöhnlich nach außen. Der sich dabei einstellende Wankwinkel ist abhängig von Querbeschleunigung, Fahrzeugmasse, Schwerpunkthöhe und Fahrwerksaufbau.
Das Wankzentrum oder Rollzentrum ist der Momentanpol der Wankbewegung des Aufbaus eines Fahrzeugs bezüglich des Fahrzeugkoordinatensystems in der Vertikalebene durch die Vorder- oder Hinterachse. Bei  Bewegungen in den Radaufhängungen ändert sich die Lage der Wankzentren und der Wankachse. Sie verändern sich daher ständig entsprechend den wechselnden Belastungsfällen während der Fahrt.

## Aktive Stabilisatoren
Die Verwendung immer härterer passiver Stabilisatoren zur Reduktion des Wankwinkels bringt Nachteile beim Fahrkomfort und bei der Traktion von Geländefahrzeugen, die eine große Achsverschränkung benötigen. Heutzutage werden aktive Stabilisatoren in Serienautos eingebaut, um das Wanken zu vermeiden (Wankstabilisierung), 
aktive Stabilisatoren sind daher eine logische Weiterentwicklung der Technik, um die Zielkonflikte Fahrdynamik/Fahrkomfort oder Fahrdynamik/Geländegängigkeit besser aufzulösen.

## Aktive hydraulische Wankstabilisierung
Den weltweit ersten serienmäßigen aktiven Wankstabilisator bot Citroen ab 1994 im Citroen Xantia Activa an, dem (technischen) Topmodell der Xantia-Baureihe. Dessen Aktive Fahrwerksstabilisierung (AFS), im französischen SC.CAR = Systeme Citroën de Contrôle Actif du Roulis war bereits 1988 im Citroën-Activa-Konzeptfahrzeug gezeigt wurde. 
Beide Querstabilisatoren sind diagonal gegenüberliegend über einen Differential-Hydraulikzylinder mit den Radlenkern verbunden. Diese Zylinder sind an ein Reglerventil angeschlossen, das von den vorderen Querlenkern mittels Schubstangen über eine Feder-Hebel-Mechanik direkt betätigt wird. Auftretendes Rollmoment (Seitenneigung) wirkt auf die Querlenker entgegengesetzt – ein Rad federt ein, das andere federt aus. Dadurch wird das Reglerventil – der Neigungskorrektor – durch die Schubstangen in eine Richtung hin aus seiner Ruhelage (Geradeausstellung) gezogen/geschoben, wodurch es einen dem Rollmoment proportionalen Druck in den Hydraulikzylindern einstellt. Die Hydraulikzylinder verändern dadurch ihre Länge und wirken so der Verspannung des Querstabilisator entgegen, sodass Kurvenfahren bis zu 0,6g Querbeschleunigung mit −0,2° bis 0,5° Seitenneigung ermöglicht wird. Ab 0,6g Querbeschleunigung kommen die Stellzylinder an ihren Anschlag, ab hier neigt sich der Xantia Activa bis zum Erreichen des Kurvengrenzbereiches bis zu 1° in die Kurve, was dem Wert eines guten Sportwagens mit entsprechend straffer Abstimmung entspricht.
In einem standardisierten Ausweichtest des schwedischen Fachmagazins Teknikens Värld, dem Elchtest, hat 1999 der Xantia Activa des beste Ergebnis erreicht. Noch im September 2019 hielt er den ersten Platz auf der Rangliste aller Elchtests der vergangenen Jahre vor Porsche 996/997 und Audi R8.

## Aktive elektronische Wankstabilisierung
Heutzutage werden statt der hydraulischen eher elektronisch kontrollierte, aktive Stabilisatoren in Serienautos eingebaut, zum Beispiel bei BMW der sogenannte ARS (Aktiver Rollstabilisator) in der Sonderausstattung Dynamic Drive (alternative Bezeichnung Adaptive Drive, Active Roll Stabilization), bei Mercedes (Active Curve System), oder bei Porsche (Porsche Dynamic Chassis Control PDCC).
Die Active Body Control (ABC) von Mercedes hat keine Drehstabfedern, die bei passivem Stabilisieren den Tragfedern  zur Minderung des Wankens zugefügt werden. Der Fahrzeugkörper wird durch ein Hydrauliksystem waagrecht gehalten. In jedem Federbein ist ein einseitig wirkender Hydraulikzylinder (Plunger) angebracht. Durch den veränderlichen Druck im Zylinder lässt sich kontinuierlich die jeweilige Federvorspannung verstellen. Der Druck wird von einem Rechner geregelt, der dazu Signale von Beschleunigungssensoren im Fahrzeug auswertet. Höherfrequente Schwingungen werden durch herkömmliche Schwingungsdämpfer (Stoßdämpfer) gedämpft. Der Systemdruck wird durch eine riemengetriebene Radialkolbenpumpe bereitgestellt. Das System ist nur für Modelle mit Hinterradantrieb verfügbar.